# Quinto Numerio Rufo
Quinto Numerio Rufo (en latín, Quintus Numerius Rufus) fue un político y militar romano del siglo I a. C.

## Carrera pública
Era probablemente de origen picentino. Ocupó el tribunado de la plebe en el año 57 a. C. cuando se opuso al regreso de Cicerón del exilio, según este sobornado por sus enemigos. El propio Cicerón cuenta que Numerio era ridiculizado por la plebe, que en tono de burla lo llamaba «Graco», y que estuvo a punto de morir en un tumulto provocado por su propio partido contra los amigos del arpinate.
Más tarde, fue legado de Julio César en el Ilírico  donde se convirtió en patrón de la ciudad de Isa.